# Первозванский, Анатолий Аркадьевич
Первозванский, Анатолий Аркадьевич (23 апреля 1932, Ленинград — 4 сентября 1999, Санкт-Петербург) — российский учёный, специалист в области автоматического управления, заслуженный деятель науки и техники Российской Федерации.
Доктор технических наук, профессор кафедры «Механика и процессы управления» Санкт-Петербургского государственного политехнического университета. Лауреат Премии Андронова (1986). Дважды Соросовский профессор.

## Биография
Окончив среднюю школу в 16 лет, поступил на физико-механический факультет Ленинградского политехнического института.
После окончания института в 1954 году по распределению работал инженером на заводе имени Климова. С 1954 по 1957 год — аспирант Ленинградского отделения Института электромеханики АН СССР, по окончании защитил кандидатскую диссертацию «Частотное и энергетическое управление во взаимодействующих системах» под руководством Авенира Воронова.
С 1957 года работал в Политехническом институте последовательно в должностях младшего научного сотрудника, старшего научного сотрудника и с 1964 года — профессора кафедры «Механика и процессы управления». Возглавлял учебно-научно-вычислительную лабораторию процессов управления, был главным научным сотрудником. В 1962 году защитил докторскую диссертацию «Случайные процессы в системах управления», через два года стал профессором.
Автор 232 публикаций и 14 монографий, некоторые труды переведены на английский, болгарский, венгерский и польский языки.
Основное направления исследований — теория и методы анализа и синтеза нелинейных стохастических систем, основанные на идее разделения медленных и быстрых процессов, с помощью которых были предсказаны эффекты срыва автоколебаний и медленной потери устойчивости, вызванные высокочастотными случайными возмущениями. Также работал над методами вероятностного анализа поисковых систем управления, введение концепций дрейфа экстремума. В 1970—1980-х годах решил ряд проблем теории управления технологическими комплексами непрерывного и дискретного типов, производственными и транспортно-складскими системами. Также получил новые результаты в области анализа процессов регулирования частоты и обменной мощности в энергосистемах, в управлении манипуляционными роботами, геофизическими судами, системами активной оптики, в автоматической диагностике ЭКГ.
В последние годы жизни получен целый ряд оригинальных результатов в новых разделах теории управления — нечётких и логических системах, системах с обучением, робастных системах, нейрокомпьютерных системах. В области механики разработал алгоритмы расчёта колебаний стержневых систем, метод линеаризации по функциям распределения для анализа полигармонических колебаний, системы широкополосных виброиспытаний, асимптотический метод анализа колебаний в конструкциях с большой диссипацией и другие.
Подготовил около 30 кандидатов наук, 10 докторов наук.

## Избранная библиография
- Случайные процессы в нелинейных автоматических системах. Физматгиз, 1962
- Выявление скрытых периодичностей. Физматгиз, 1965 (с М. Г. Серебренниковым)
- Поиск. «Наука», 1970
- Математические модели в управлении производством. «Наука», 1975
- Декомпозиция, агрегирование и приближенная оптимизация. «Наука», 1979 (с В. Г. Гайцгори)
- Курс теории автоматического управления. «Наука», 1986
- Финансовый рынок: Расчет и Риск. «Инфра-М», 1994 (с Т. Н. Первозванской)